# Echinohelea aitkeni
Echinohelea aitkeni är en tvåvingeart som beskrevs av Wirth 1994. Echinohelea aitkeni ingår i släktet Echinohelea och familjen svidknott. Inga underarter finns listade i Catalogue of Life.